# 陈家港镇
陈家港镇，是中华人民共和国江苏省盐城市响水县下辖的一个乡镇级行政单位。

## 行政区划
陈家港镇下辖以下地区：
海安社区、大湾社区、中兴社区、新民社区、新中社区、港北社区、金港社区、蟒牛社区、港南社区、下辛村、合心村、小港村、四港村、草港村、沙荡村、王商村、立礼村、六港村和新光村。

## 相关事件
- 响水经验
- 响水化工厂爆炸谣言事件
- 2019年响水县化工厂爆炸事故：2019年3月21日14时48分响水县陈家港化工区江苏天嘉宜化工有限公司发生爆炸，此次爆炸造成了2.2级左右的地震。截至3月22日上午7时，事故已造成78人死亡，21人危重伤、73人重伤，523人轻伤[3]。